# Az év csehszlovák labdarúgója
Az év csehszlovák labdarúgója (csehül: Fotbalista roku, szlovákul: Futbalista roka) díjat a Csehszlovák labdarúgó-szövetség 1965 és 1992 között az adott évben legjobbnak vélt csehszlovák labdarúgó számára adta át. 1985-től a vezetőedzőket is díjazták.

## Díjazottak
| Év   | Az év labdarúgója                   | Az év edzője                      |
| ---- | ----------------------------------- | --------------------------------- |
| 1965 | Ján Popluhár (Slovan Bratislava)    |                                   |
| 1966 | Josef Masopust (Dukla Praha)        |                                   |
| 1967 | Ján Geleta (Dukla Praha)            |                                   |
| 1968 | Ivo Viktor (Dukla Praha)            |                                   |
| 1969 | Ladislav Kuna (Spartak Trnava)      |                                   |
| 1970 | Karol Dobiaš (Spartak Trnava)       |                                   |
| 1971 | Karol Dobiaš (Spartak Trnava)       |                                   |
| 1972 | Ivo Viktor (Dukla Praha)            |                                   |
| 1973 | Ivo Viktor (Dukla Praha)            |                                   |
| 1974 | Ján Pivarník (Slovan Bratislava)    |                                   |
| 1975 | Ivo Viktor (Dukla Praha)            |                                   |
| 1976 | Ivo Viktor (Dukla Praha)            |                                   |
| 1977 | Karel Kroupa (Zbrojovka Brno)       |                                   |
| 1978 | Zdeněk Nehoda (Dukla Praha)         |                                   |
| 1979 | Zdeněk Nehoda (Dukla Praha)         |                                   |
| 1980 | Antonín Panenka (Bohemians Praha)   |                                   |
| 1981 | Ján Kozák (Dukla Praha)             |                                   |
| 1982 | Jan Fiala (Dukla Praha)             |                                   |
| 1983 | Ladislav Vízek (Dukla Praha)        |                                   |
| 1984 | Jan Berger (Sparta Praha)           |                                   |
| 1985 | Ladislav Vízek (Dukla Praha)        | Karel Brückner (SK Sigma Olomouc) |
| 1986 | Jozef Chovanec (Sparta Praha)       | Ivan Kopecký (TJ Vítkovice)       |
| 1987 | Ivan Hašek (Sparta Praha)           | Václav Ježek (Sparta Praha)       |
| 1988 | Ivan Hašek (Sparta Praha)           | Václav Ježek (Sparta Praha)       |
| 1989 | Michal Bílek (Sparta Praha)         | Milan Máčala (Baník Ostrava)      |
| 1990 | Ján Kocian (FC St. Pauli)           | Milan Máčala (Baník Ostrava)      |
| 1991 | Tomáš Skuhravý (Genoa CFC)          | Dušan Uhrin (Sparta Praha)        |
| 1992 | Ľubomír Moravčík (AS Saint-Étienne) | Dušan Uhrin (Sparta Praha)        |